# Heartstone
Ne doit pas être confondu avec Hearthstone.
Pour plus de détails, voir Fiche technique et Distribution.
Heartstone ou Heartstone - Un été islandais (Hjartasteinn, litt. « cœur de pierre ») est un film islandais réalisé par Guðmundur Arnar Guðmundsson et sorti en 2016.
Il est présenté en Avant-première mondiale à la Mostra de Venise 2016, où il reçoit le Queer Lion. Après le Festival international du film de Toronto et d’autres festivals, il est sélectionné au Festival Premiers Plans d'Angers en janvier 2017 d’où les récompenses : le grand prix du jury, le prix du public et le prix SAFTAS / ERASMUS.

## Synopsis
Dans un village isolé de pêcheurs en Islande, deux amis adolescents, Thor et Christian, vivent un été mouvementé. Alors que l'un tente de conquérir le cœur d'une fille, l'autre se découvre éprouver des sentiments nouveaux pour son meilleur ami.

## Fiche technique
Sauf indication contraire, les informations mentionnées dans cette section peuvent être confirmées par la base de données cinématographiques IMDb,  présente dans la section « Liens externes ».
- Titre original : Hjartasteinn
- Titre international et français : Heartstone
- Réalisation et scénario : Guðmundur Arnar Guðmundsson
- Musique : Kristian Eidnes Andersen
- Direction artistique : Hulda Helgadóttir
- Décors : Hulda Helgadóttir[2]
- Costumes : Helga Rós Hannam
- Photographie : Sturla Brandth Grøvlen
- Son : Peter Schultz
- Montage : Janus Billeskov Jansen, Anders Skov, Andri Steinn et Anne Østerud
- Production : Guðmundur Arnar Guðmundsson, Jesper Morthorst, Lise Orheim Stender et Anton Máni Svansson
- Sociétés de production : Join Motion Pictures et SF Film Production
- Sociétés de distribution : ? (Islande) ; Outplay (France)
- Pays de production :  Islande
- Langue originale : islandais
- Format : couleur
- Genre : drame, romance
- Durée : 129 minutes
- Dates de sortie :
  - Italie : 1er septembre 2016 (Mostra de Venise)
  - Belgique : 12 octobre 2016 (Festival international du film de Flandre-Gand)
  - Islande : 28 décembre 2016
  - France : 27 janvier 2017 (Festival Premiers Plans d'Angers); 27 décembre 2017 (sortie nationale)

## Distribution
- Baldur Einarsson : Þór / Thor
- Blær Hinriksson : Kristján / Christian
- Diljá Valsdóttir : Beta / Beth
- Katla Njálsdóttir : Hanna / Hannah
- Jónína Þórdís Karlsdóttir : Rakel
- Rán Ragnarsdóttir : Hafdís
- Søren Malling : Sven
- Nína Dögg Filippusdóttir : Hulda
- Gunnar Jónsson : Ásgeir
- Sveinn Ólafur Gunnarsson : Sigurður

## Tournage

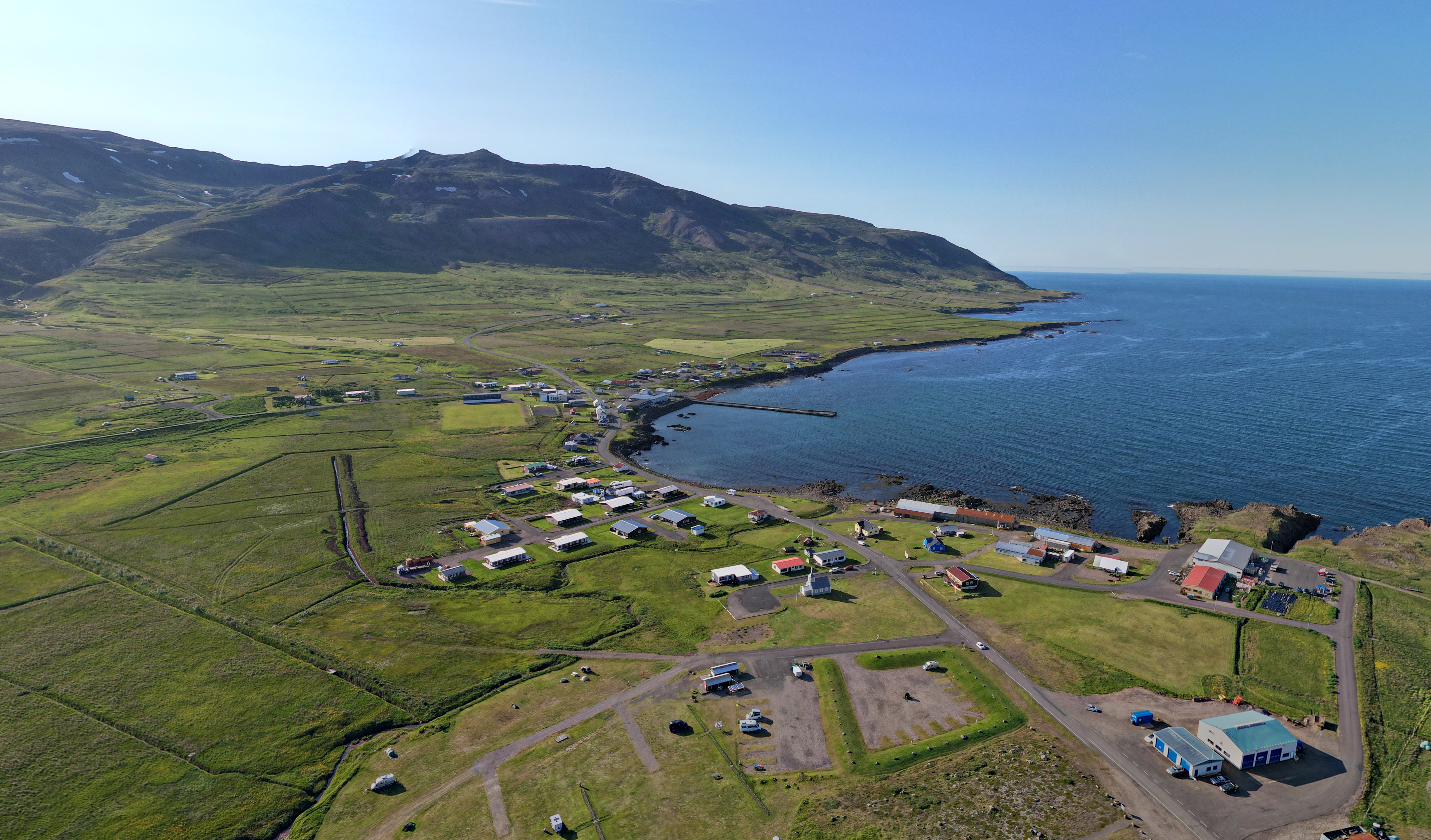
Borgarfjörður eystri, village des pêcheurs.

Le tournage a lieu en automne 2015, à l'est de l'Islande, dans la région d'Austurland, principalement à Borgarfjörður eystri, puis Seyðisfjörður, Vopnafjörður et Dyrhólaey, dans la région de Suðurland,,.

## Distinctions

### Récompenses
- Mostra de Venise 2016 : Queer Lion
- Festival Premiers Plans d'Angers 2017 :
  - Grand prix du jury
  - Prix du public
  - Prix SAFTAS / ERASMUS